# Real Irmandade de Nossa Senhora da Quietação
A Real Irmandade de Nossa Senhora da Quietação é uma associação pública de fiéis católicos, canonicamente estabelecida na Igreja do Convento de Nossa Senhora da Quietação, vulgarmente designado de Convento das Flamengas, na freguesia de Alcântara, em Lisboa. 

## História

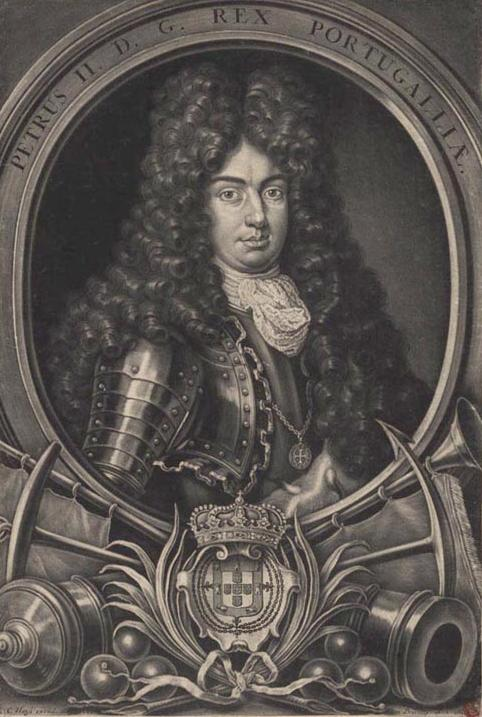
D. Pedro II. Gravura de Elias Christoph Heiss (1660-1731).

A irmandade foi erecta em 24 de Julho de 1626, por breve do Papa Urbano VIII. Em 1694, o rei D. Pedro II tornou-se juiz perpétuo da Irmandade, facto que lhe conferiu a condição de Real Irmandade. Em 1706, ano da morte do monarca, foi depositado na igreja o coração do mesmo, em local assinalado por lápide. 
Em 31 de Janeiro de 1887, na sequência do processo de integração dos bens das ordens religiosas na Fazenda Nacional, a Irmandade de Nossa Senhora da Quietação requereu que lhe fosse atribuída a posse da igreja, da casa do despacho, da sacristia e dos respectivos bens móveis, que integravam o extinto convento.
Em 29 de Outubro de 1887, a Irmandade da Quietação solicitou que as suas alfaias não fossem incluídas no Inventário do Ministério da Fazenda, sendo-lhes pedida a prova da posse das mesmas. Em 9 de Dezembro desse mesmo ano, com a morte da última freira do convento, as pupilas remanescentes são expulsas do edifício. As alfaias e objetos de culto são entregues à autoridades eclesiásticas, seguindo algumas para a Academia Nacional de Belas Artes e para o Museu Nacional de Arte Antiga. Os livros são entregues à Inspecção das Bibliotecas. 
Em 25 de Abril 1889, a Real Irmandade da Nossa Senhora da Quietação conseguiu que lhe fossem concedidas a igreja, a sacristia, a casa do despacho e as casas da residência do capelão. Em 16 de Setembro seguinte foram-lhe entregues os seguintes objetos: uma Nossa Senhora da Quietação, de roca, um São Francisco de madeira, uma Santa Clara de madeira com a respetiva peanha; um Santo António de madeira, um São Domingos de madeira, um São José de roca, uma pequena Nossa Senhora de madeira, um São Sebastião de madeira, uma Santa Catarina de madeira, um São Bento de madeira, um Santo Cristo com cruz de pau-santo e remate metálico, uma Nossa Senhora das Dores de roca, inserida numa maquineta, dois Santos Cristos de madeira, um Senhor dos Passos de barro, um crucifixo sem peanha e a figura de Verónica; recebeu, ainda, um sacrário de talha dourada, uma maquineta do mesmo material, uma colunata com o Coração de Jesus, uma maquineta para o Santíssimo, uma maquineta de madeira, peanhas, andores, um banco pequeno com embutidos de pau-santo e duas credencias. 
Finalmente, em 23 de Julho de 1890 foi promulgado o decreto entregando o templo à Irmandade. Em 18 de Maio de 1891 deu-se a entrega efectiva da igreja e das dependências ligadas ao culto à Irmandade da Quietação.

## Actualidade
A irmandade tem, entre outras atribuições, a missão de promover o culto público e, de modo particular, o culto público e solene da sua padroeira, Nossa Senhora da Quietação, celebrando a sua festividade em 15 de Agosto de cada ano. Tem também como missão a salvaguarda do património que lhe foi legado. À sua guarda encontra-se uma das maiores colecções de pintura de Bento Coelho da Silveira.
Em 17 de Setembro de 2020, o Pontifício Conselho para a Cultura, presidido pelo Cardeal Gianfranco Ravasi, concedeu o seu alto patrocínio para o programa de conservação e restauro dos bens culturais custodiados pela Irmandade, em consideração ao elevado valor cultural do projecto. Na mesma ocasião, o Prof. Doutor Raymond Fagel, da Universidade de Leiden, destacou que a Real Irmandade de Nossa Senhora da Quietação "connects the heritage of several European countries that were involved such as Portugal, Spain and the Netherlands".

## Padroeira

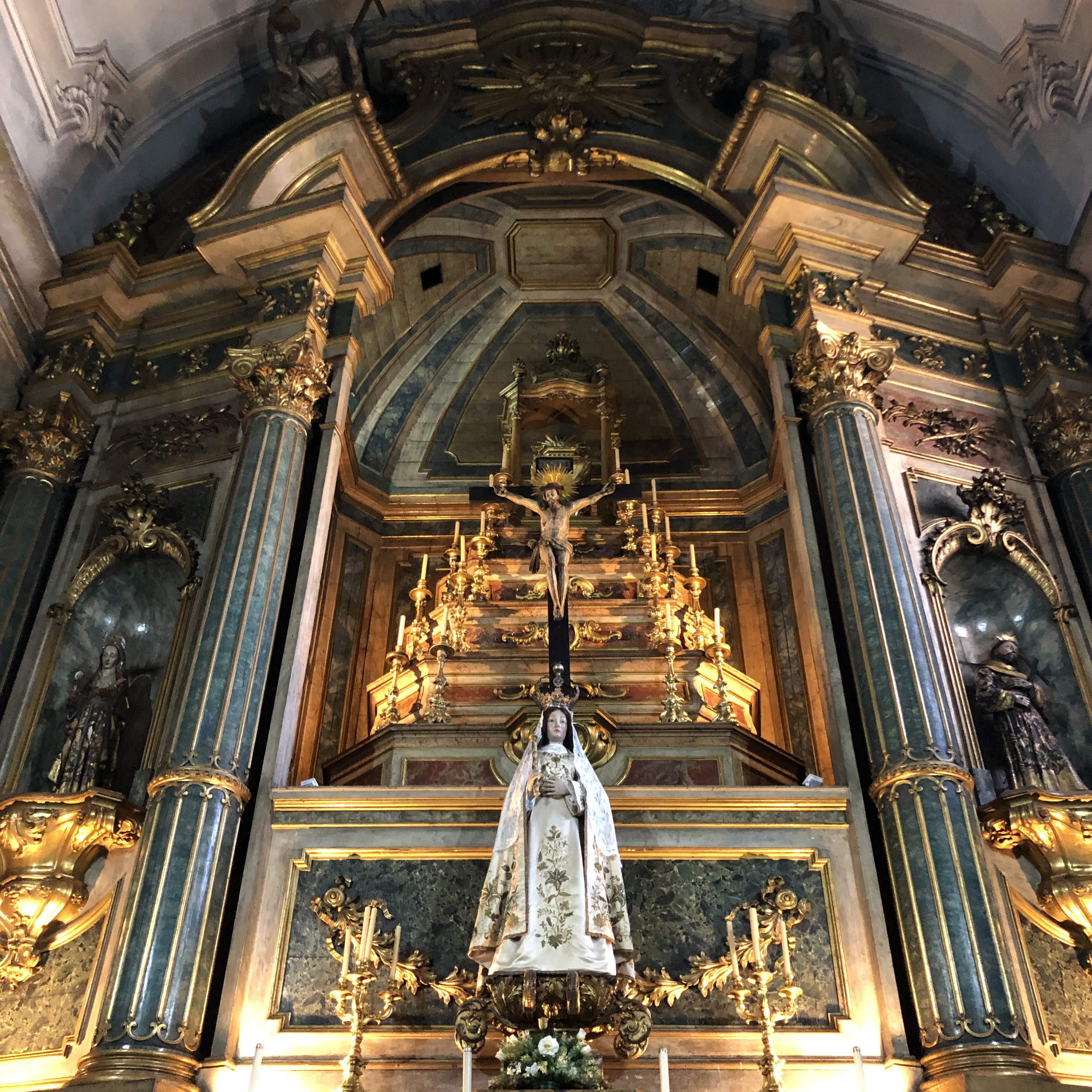
Altar-Mor da Igreja das Flamengas, com a imagem de Nossa Senhora da Quietação ao centro.

A padroeira da Irmandade, assim como do antigo convento que lhe serve de sede, é Nossa Senhora, sob a invocação da Quietação.
A invocação remonta à fundação do convento. Fazendo jus a um tempo de paz e quietude, e à segurança que as monjas flamengas encontraram em Portugal, escolheu-se Nossa Senhora da Quietação para orago e protectora do novo instituto, que então se erigia em Alcântara. Segundo Fr. Agostinho de Santa Maria, no seu Santuário Mariano, "Maria Santissima he o descanço, & o leyto regalado de Deos, como diz Guilhelmo Parvo: "Quies et lectulus Dei": em sua gloriosa Assumpçaõ teve para si o seu descanço, & a sua quietaçaõ; mas para nòs deu-nos o sossego, & a quietaçaõ entre os borrascosos mares deste mundo, & entre as molestas perturbações desta vida; por isso a invoca Mathias Philadelpho Bispo de Epheso: "Quies tranquilla navigantium in saeculi pelago". Verdadeiramente esta Senhora alcançou de Seu amado Filho a queitaçaõ & o descanço às afflictas, & desterradas Madres Flamengas, com as trazer a Portugal, aonde ella mesma lhes solicitou a casa, & e o sossego; porque naõ achando este em toda a Europa, só em Lisboa o conseguiraõ pelos merecimentos de nossa Senhora". 
A imagem de Nossa Senhora da Quietação está datada de aproximadamente 1590, de acordo com o que informa o mesmo Fr. Agostinho de Santa Maria, tendo sido adquirida no momento em que as religiosas flamengas se transferiram do convento que o rei Filipe I lhes entregara na Calçada da Glória, em Lisboa. Durante a estadia das religiosas nesse convento, Soror Ana da Glória e a restante comunidade solicitaram à família da primeira que lhes enviasse uma nova imagem que deveriam levar para o novo Convento de Alcântara (hoje Igreja de Nossa Senhora da Quietação), e que foi, e ainda hoje é, a padroeira da antiga igreja conventual. 
A imagem de roca mereceu, em 1707, os elogios de Fr. Agostinho, que sobre ela escreveu: "He em tudo perfeitissima, & havendo cento & dezasete anos, que foy feita, está a encarnaçaõ taõ bella, & taõ fermosa, que se fosse obrada de poucos dias". O enxoval da imagem foi parcialmente oferecido pelas rainhas de Portugal, de acordo com os registos da Irmandade.

## Insígnia

#### Descrição

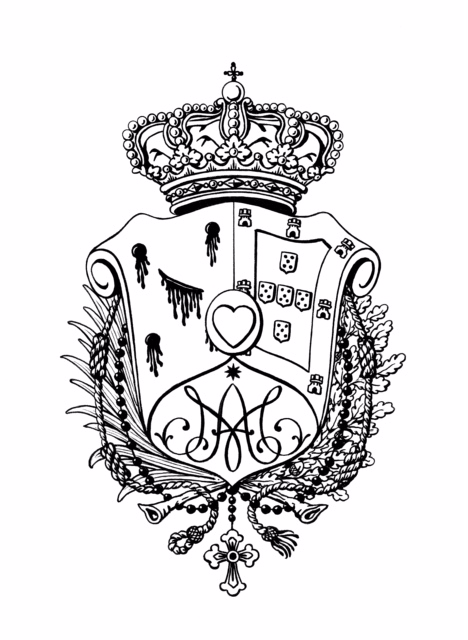
Insígnia da Irmandade da Quietação.

Um escudo de fantasia, mantelado: na primeira partição as cinco chagas de Nosso Senhor Jesus Cristo, sangrantes, postas em aspa, em campo de prata; na segunda partição as armas do Reino de Portugal (de prata, com cinco escudetes de azul, postos em cruz, cada um carregado de cinco besantes de prata, postos em aspa, e bordadura de vermelho carregada de sete castelos de ouro); na ponta do escudo o monograma de Nossa Senhora (AM - Avé Maria) de ouro em campo de azul, encimado de uma estrela de sete raios, também de ouro. Sobre-o-todo, um escudete oval com um coração encarnado em campo de ouro. Sobre o escudo, uma coroa real, fechada, com 5 arcos. Pendentes, um terço e um cordão de São Francisco. Ladeando o escudo, uma palma e um ramo de carvalho.

#### Simbologia
- Cinco Chagas de Nosso Senhor: simbologia franciscana, presente nos azulejos da Casa da Irmandade; alusão às monjas clarissas, que habitaram o Convento de Nossa Senhora da Quietação até à extinção das ordens religiosas.
- Armas do Reino de Portugal: alusão à condição de real irmandade.
- Monograma de Nossa Senhora e estrela: alusão à padroeira da irmandade, Nossa Senhora, sob a invocação da Quietação; a estrela é também um símbolo de Nossa Senhora, invocada sob os títulos de Stella Matutina e Stella Maris; o formato mantelado do escudo é uma alusão ao manto protector de Maria.
- Escudete com coração: alusão ao Rei D. Pedro II, protector e juiz da irmandade, cujo coração se encontra sepultado na igreja que lhe serve de sede.
- Coroa fechada, com 5 arcos: alusão à condição de real irmandade, ao monarca protector da irmandade, D. Pedro II, e a Nossa Senhora, padroeira e rainha de Portugal.
- Terço: outra alusão a Nossa Senhora, padroeira da irmandade.
- Cordão de São Francisco: alusão às monjas clarissas, que habitaram o Convento de Nossa Senhora da Quietação até à extinção das ordens religiosas.
- Palma e ramo de carvalho: alusão ao Patriarcado de Lisboa[4].